# Ơ
Ơ (o con cuerno) es una de las 12 vocales del idioma vietnamita. Se pronuncia [ɤ] (como una [o] no redondeada).
Como ocurre con la mayoría de las letras vietnamitas especiales, esta letra no está bien respaldada por fuentes y, a menudo, se escribe como o+ o como o*. El estándar VIQR es o+.
En el teclado vietnamita predeterminado de Windows, la Ơ se puede encontrar donde estaría la tecla "]" en un teclado en inglés de EE. UU.
Debido a que el vietnamita es un idioma tonal, para marcar los seis tonos posibles esta letra puede tener cualquiera de los cinco superíndices o subíndice.
- Ờ ờ
- Ớ ớ
- Ở ở
- Ỡ ỡ
- Ợ ợ

## Codificación digital
| Carácter      | Ơ                                | Ơ                                | ơ                              | ơ                              | Ờ                                          | Ờ                                          | ờ                                        | ờ                                        |
| ------------- | -------------------------------- | -------------------------------- | ------------------------------ | ------------------------------ | ------------------------------------------ | ------------------------------------------ | ---------------------------------------- | ---------------------------------------- |
| Unicode       | LATIN CAPITAL LETTER O WITH HORN | LATIN CAPITAL LETTER O WITH HORN | LATIN SMALL LETTER O WITH HORN | LATIN SMALL LETTER O WITH HORN | LATIN CAPITAL LETTER O WITH HORN AND GRAVE | LATIN CAPITAL LETTER O WITH HORN AND GRAVE | LATIN SMALL LETTER O WITH HORN AND GRAVE | LATIN SMALL LETTER O WITH HORN AND GRAVE |
| Codificación  | decimal                          | hex                              | decimal                        | hex                            | decimal                                    | hex                                        | decimal                                  | hex                                      |
| Unicode       | 416                              | U+01A0                           | 417                            | U+01A1                         | 7900                                       | U+1EDC                                     | 7901                                     | U+1EDD                                   |
| UTF-8         | 198 160                          | C6 A0                            | 198 161                        | C6 A1                          | 225 187 156                                | E1 BB 9C                                   | 225 187 157                              | E1 BB 9D                                 |
| Ref. numérica | &#416;                           | &#x1A0;                          | &#417;                         | &#x1A1;                        | &#7900;                                    | &#x1EDC;                                   | &#7901;                                  | &#x1EDD;                                 |
| VISCII        | 180                              | B4                               | 189                            | BD                             | 150                                        | 96                                         | 182                                      | B6                                       |

| Carácter      | Ớ                                          | Ớ                                          | ớ                                        | ớ                                        | Ở                                               | Ở                                               | ở                                             | ở                                             |
| ------------- | ------------------------------------------ | ------------------------------------------ | ---------------------------------------- | ---------------------------------------- | ----------------------------------------------- | ----------------------------------------------- | --------------------------------------------- | --------------------------------------------- |
| Unicode       | LATIN CAPITAL LETTER O WITH HORN AND ACUTE | LATIN CAPITAL LETTER O WITH HORN AND ACUTE | LATIN SMALL LETTER O WITH HORN AND ACUTE | LATIN SMALL LETTER O WITH HORN AND ACUTE | LATIN CAPITAL LETTER O WITH HORN AND HOOK ABOVE | LATIN CAPITAL LETTER O WITH HORN AND HOOK ABOVE | LATIN SMALL LETTER O WITH HORN AND HOOK ABOVE | LATIN SMALL LETTER O WITH HORN AND HOOK ABOVE |
| Codificación  | decimal                                    | hex                                        | decimal                                  | hex                                      | decimal                                         | hex                                             | decimal                                       | hex                                           |
| Unicode       | 7898                                       | U+1EDA                                     | 7899                                     | U+1EDB                                   | 7902                                            | U+1EDE                                          | 7903                                          | U+1EDF                                        |
| UTF-8         | 225 187 154                                | E1 BB 9A                                   | 225 187 155                              | E1 BB 9B                                 | 225 187 158                                     | E1 BB 9E                                        | 225 187 159                                   | E1 BB 9F                                      |
| Ref. numérica | &#7898;                                    | &#x1EDA;                                   | &#7899;                                  | &#x1EDB;                                 | &#7902;                                         | &#x1EDE;                                        | &#7903;                                       | &#x1EDF;                                      |
| VISCII        | 149                                        | 95                                         | 190                                      | BE                                       | 151                                             | 97                                              | 183                                           | B7                                            |

| Carácter      | Ỡ                                          | Ỡ                                          | ỡ                                        | ỡ                                        | Ợ                                              | Ợ                                              | ợ                                            | ợ                                            |
| ------------- | ------------------------------------------ | ------------------------------------------ | ---------------------------------------- | ---------------------------------------- | ---------------------------------------------- | ---------------------------------------------- | -------------------------------------------- | -------------------------------------------- |
| Unicode       | LATIN CAPITAL LETTER O WITH HORN AND TILDE | LATIN CAPITAL LETTER O WITH HORN AND TILDE | LATIN SMALL LETTER O WITH HORN AND TILDE | LATIN SMALL LETTER O WITH HORN AND TILDE | LATIN CAPITAL LETTER O WITH HORN AND DOT BELOW | LATIN CAPITAL LETTER O WITH HORN AND DOT BELOW | LATIN SMALL LETTER O WITH HORN AND DOT BELOW | LATIN SMALL LETTER O WITH HORN AND DOT BELOW |
| Codificación  | decimal                                    | hex                                        | decimal                                  | hex                                      | decimal                                        | hex                                            | decimal                                      | hex                                          |
| Unicode       | 7904                                       | U+1EE0                                     | 7905                                     | U+1EE1                                   | 7906                                           | U+1EE2                                         | 7907                                         | U+1EE3                                       |
| UTF-8         | 225 187 160                                | E1 BB A0                                   | 225 187 161                              | E1 BB A1                                 | 225 187 162                                    | E1 BB A2                                       | 225 187 163                                  | E1 BB A3                                     |
| Ref. numérica | &#7904;                                    | &#x1EE0;                                   | &#7905;                                  | &#x1EE1;                                 | &#7906;                                        | &#x1EE2;                                       | &#7907;                                      | &#x1EE3;                                     |
| VISCII        | 179                                        | B3                                         | 222                                      | DE                                       | 148                                            | 94                                             | 254                                          | FE                                           |